# Zane Weir
Zane Weir, född 7 september 1995 i Amanzimtoti i Sydafrika, är en italiensk-sydafrikansk kulstötare. Han tävlar sedan februari 2021 för Italien.
Weir har den tredje längsta stöten i Italien genom tiderna (22,44 meter) bakom rekordhållaren Leonardo Fabbri (22,98 meter) och Alessandro Andrei (22,91 meter). Han tränas av den tidigare kulstötaren Paolo Dal Soglio.

## Karriär

### Tidig karriär
Weir är född och uppvuxen i Amanzimtoti i Sydafrika och studerade vid University of Cape Town. I april 2016 slutade han på femte plats vid sydafrikanska mästerskapen i Stellenbosch efter en stöt på 16,67 meter. I april 2019 tog Weir brons vid sydafrikanska mästerskapen i Germiston med en stöt på 19,09 meter.

### 2020–2021
I augusti 2020 tävlade Weir för första gången vid italienska mästerskapen i Padova och tog silver efter en stöt på 20,31 meter. I februari 2021 blev han godkänd av World Athletics att börja tävla för Italien i internationella tävlingar. Under samma månad satte han ett nytt personbästa på 21,11 meter vid en tävling i Potchefstroom, vilket var 1 centimeter över kvalgränsen till OS i Tokyo. I maj samma år slutade Weir på femte plats med en stöt på 20,26 meter vid Diamond League-tävlingen i Doha. Månaden därpå tog han sitt andra raka silver vid italienska mästerskapen i Rovereto efter en stöt på 20,43 meter.
I augusti 2021 vid OS i Tokyo stötte Weir 21,25 meter i kvalet i kula, vilket var en förbättring av sitt personbästa med 14 centimeter och som kvalificerade honom för finalen. I finalen förbättrade han sitt personbästa ytterligare till 21,41 meter och slutade på femte plats. Den 5 september samma år förbättrade Weir sitt personbästa med 22 centimeter till 21,63 meter vid en tävling i Padova. Senare under samma månad förbättrade han sitt personbästa ytterligare till 21,66 meter vid en tävling i Caorle.

### 2022–2023
I februari 2022 tog Weir silver vid italienska inomhusmästerskapen i Ancona efter en stöt på 20,87 meter. Månaden därpå tog han guld vid Europacupen i kast i Leiria med en stöt på 21,99 meter. Stöten blev ett nytt mästerskapsrekord samt en delad andra plats med Leonardo Fabbri över längsta stötarna genom tiderna av italienare. Senare samma månad stötte Weir 21,67 meter och slutade på sjätte plats i kulstötningstävlingen vid inomhus-VM i Belgrad, vilket blev ett nytt italienskt inomhusrekord.
I februari 2023 tog Weir silver vid italienska inomhusmästerskapen i Ancona efter att endast besegrats av Leonardo Fabbri. Följande månad tog han guld i kultävlingen vid europeiska inomhusmästerskapen i Istanbul och noterade ett nytt italienskt inomhusrekord med en stöt på 22,06 meter. I juli 2023 tog Weir silver vid italienska mästerskapen i Molfetta efter att återigen besegrats av Lorenzo Fabbri. Följande månad förbättrade han sitt personbästa till 
22,15 meter vid en tävling i Vicenza. Under samma månad tävlade Weir vid VM i Budapest, där han tog sig vidare till final och slutade på 11:e plats.

## Tävlingar

### Internationella
| År                   | Tävling                        | Plats                | Placering            | Gren                 | Distans              |
| Tävlande för Italien | Tävlande för Italien           | Tävlande för Italien | Tävlande för Italien | Tävlande för Italien | Tävlande för Italien |
| -------------------- | ------------------------------ | -------------------- | -------------------- | -------------------- | -------------------- |
| 2021                 | Olympiska sommarspelen         | Tokyo                | 5:e                  | Kulstötning          | 21,41 m              |
| 2022                 | Europacupen i kast             | Leiria               | 1:a                  | Kulstötning          | 21,99 m              |
| 2022                 | Inomhusvärldsmästerskapen      | Belgrad              | 6:e                  | Kulstötning          | 21,67 m              |
| 2023                 | Europeiska inomhusmästerskapen | Istanbul             | 1:a                  | Kulstötning          | 22,06 m              |
| 2023                 | Europacupen i kast             | Leiria               | 3:e                  | Kulstötning          | 20,98 m              |
| 2023                 | Europeiska spelen              | Chorzów              | 1:a                  | Kulstötning          | 21,59 m              |
| 2023                 | Världsmästerskapen             | Budapest             | 11:e                 | Kulstötning          | 19,99 m              |
| 2024                 | Inomhusvärldsmästerskapen      | Glasgow              | 4:e                  | Kulstötning          | 21,85 m              |
| 2024                 | Europamästerskapen             | Rom                  | 11:e                 | Kulstötning          | 19,70 m              |
| 2024                 | Olympiska sommarspelen         | Paris                | 11:e                 | Kulstötning          | 20,24 m              |

### Nationella
| - Sydafrikanska friidrottsmästerskapen (utomhus): - 2019: Brons – Kulstötning (16,67 meter, Stellenbosch) | - Italienska friidrottsmästerskapen (utomhus): - 2020: Silver – Kulstötning (20,31 meter, Padova) - 2021: Silver – Kulstötning (20,43 meter, Rovereto) - 2023: Silver – Kulstötning (21,69 meter, Molfetta) | - Italienska friidrottsmästerskapen (inomhus): - 2022: Silver – Kulstötning (20,87 meter, Ancona) - 2023: Silver – Kulstötning (21,46 meter, Ancona) - 2024: Guld – Kulstötning (21,69 meter, Ancona) - 2025: Silver – Kulstötning (21,76 meter, Ancona) |

## Personliga rekord
| Utomhus - Kulstötning – 22,44 m (Padova, 3 september 2023) | Inomhus - Kulstötning – 22,06 m (Istanbul, 3 mars 2023) |